# Trombone jazz

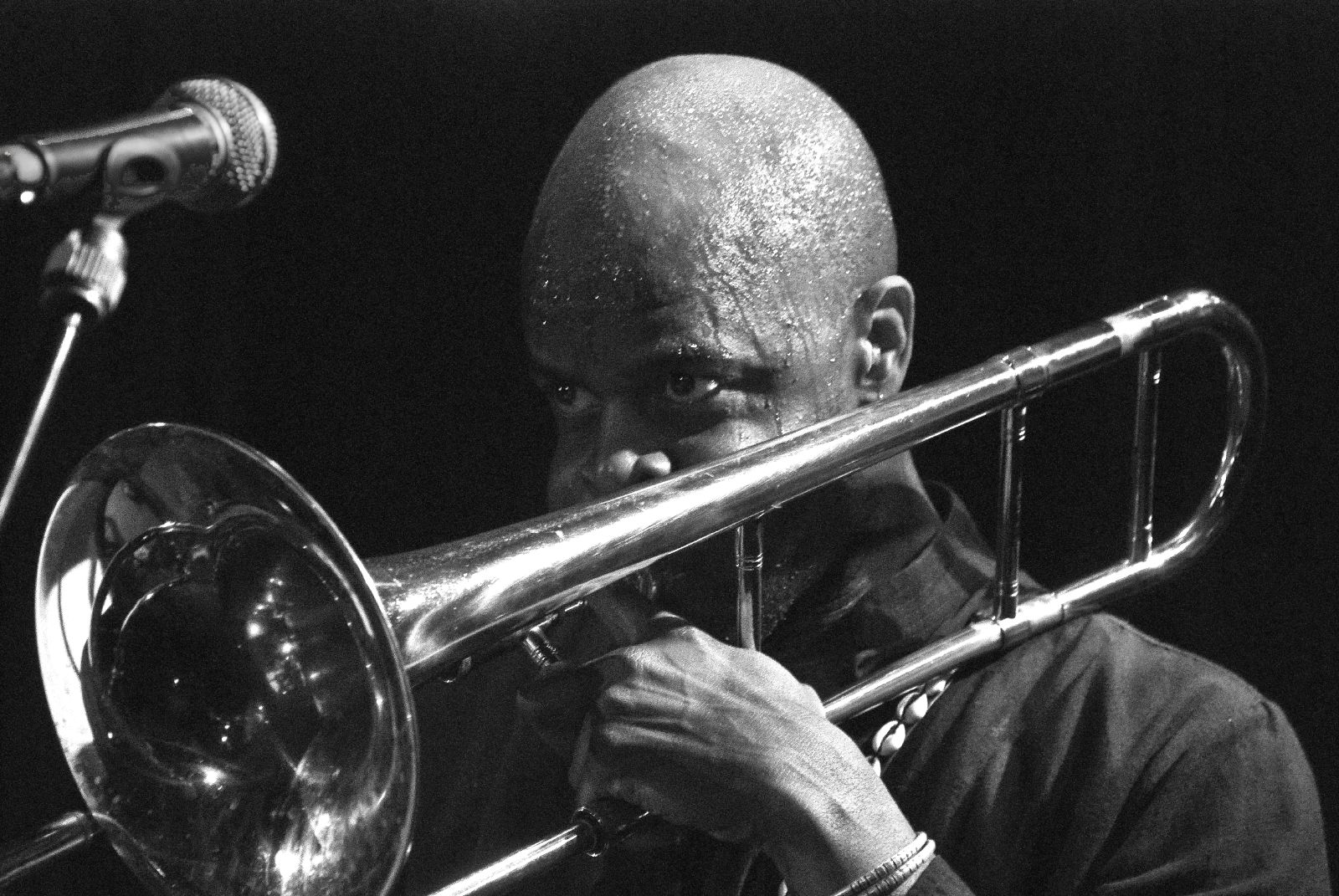
Craig Harris suona il trombone

Il trombone è uno strumento musicale della famiglia degli ottoni. Il primo debutto del trombone nel jazz fu col Dixieland jazz come ruolo di supporto all'interno del Dixie Group. Questo ruolo in seguito finì sotto i riflettori quando musicisti come J.J. Johnson e Jack Teagarden iniziarono a sperimentare di più con lo strumento, scoprendo che poteva avere un suo ruolo insieme al sassofono e alla tromba nel bebop. Da allora il trombone è cresciuto fino ad essere presente nei gruppi standard delle big band con 3 fino a 5 tromboni a seconda dell'arrangiamento. Un musicista che suona il trombone è chiamato suonatore di trombone o trombonista.

## Storia del trombone nel jazz

### Il trombone nel jazz tradizionale

Juan Tizol nel 1943

Il trombone venne utilizzato per la prima volta nel mondo del jazz con il suo ingresso nel jazz tradizionale dove suonava insieme ai cambiamenti di accordi, spesso collegando la settima alla terza o alla terza alle risoluzioni fondamentali delle cadenze, permettendo agli altri musicisti del gruppo di improvvisare insieme ad esso. In un gruppo standard dixie, i musicisti marciavano per le strade o venivano trascinati in giro, in una roulotte aperta. Il trombone, che aveva una coulisse invece delle valvole o delle corde o dei fori per suonare, aveva difficoltà a posizionarsi e tendeva a sedersi nella parte posteriore della roulotte, ottenendo il nome di "trombone posteriore". Questo stile di esecuzione includeva molte tecniche specifiche per trombone come graffiato, legamento, cadute e scivolate. Questi fattori hanno fornito al jazz tradizionale il suo aspetto ben noto, quasi "sporco". Il trombonista più famoso era Edward "Kid" Ory. Anche se a questo punto il trombone era finalmente presente nel jazz, fu solo con l'era dello swing che il trombone finì effettivamente sotto i riflettori.

### Il trombone nell'era swing
L'era swing del jazz raggiunse il suo apice negli anni '30, quando il trombone era allora popolare. In una banda swing standard c'erano 5 sassofoni, 4 trombe, 3 o 4 tromboni e una sezione ritmica. Fu allora che il trombone iniziò a distinguersi come strumento solista, con musicisti come Jack Teagarden. La caratteristica dello stile di esecuzione del trombone Teagarden è un'articolazione pulita, un eccellente registro acuto e un movimento limitato della coulisse. Questo spesso si traduce in scale pentatoniche. Altri famosi solisti di trombone nei gruppi swing furono Tricky Sam Nanton e Lawrence Brown nella Ellington Band e Dickie Wells e Vic Dickenson nella Count Basie Orchestra. Diversi trombonisti come Tommy Dorsey, Trummy Young, iniziarono a formare le proprie band swing e si permisero di mostrare il loro strumento che prima era stato nascosto dietro il resto dei fiati. Quando questo accadde, lo stile standard di suonare si allontanò dallo stile "trombone posteriore" e si spostò verso una forma di esecuzione lirica e fluida. Questo ha rivoluzionato il trombone jazz in un modo che nessun musicista aveva ritenuto possibile prima. Questo contribuì a spostare il trombone in primo piano sotto i riflettori, poiché era diventato uno strumento dal suono lirico, fluido e morbido che la gente amava ascoltare.

### Il trombone nel jazz bebop

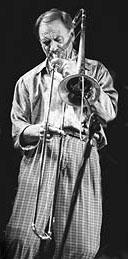
Mangelsdorff in concerto

Quando l'era del jazz swing finì, il nuovo stile jazz bebop emerse dai primi anni '40. Il bebop era una forma di swing più veloce che veniva suonata fine a se stessa, al contrario del jazz swing, che veniva suonato per ballare. In quest'epoca il trombone era suonato meno spesso come strumento solista, perché molti dei passaggi della musica erano troppo tecnicamente veloci per lo stile di esecuzione che si era sviluppato durante l'era dello swing, dato che quello stile era frenato maggiormente dalla coulisse. I principali trombonisti dell'epoca lavorarono anche ad adattare e creare un nuovo stile per seguire il ritmo frenetico del bebop. La forza trainante di questo movimento stilistico fu J.J. Johnson. Seguiva le influenze degli innovatori del jazz bebop Charlie Parker e Dizzy Gillespie, aggiungendo la sua forma di suonare fluida e lenta sulle tracce veloci del bebop. J.J. Johnson ha eliminato lo stile del glissando, i graffi e così via dal suo modo di suonare, sostituendolo con uno stile più articolato, ravvivato da accordi estesi e dalle alterazioni caratteristiche del bebop. Sebbene questo livello di virtuosismo del trombone a coulisse fosse stato precedentemente mostrato nelle bande di ottoni di artisti del calibro di Arthur Pryor, era nuovo per il trombone jazz.

## Tecniche e attrezzature jazz
In genere quando si suona musica jazz, si preferisce suonarla su un trombone tenore standard di diametro piccolo o medio senza accessori aggiuntivi, poiché darà il suono più brillante ed è più comodo da suonare per periodi di tempo più lunghi nelle gamme estreme dello strumento che si tende a raggiungere quando si suona musica jazz. Ci sono alcune tecniche che i suonatori di trombone trovano in primo piano nella musica jazz, o nella musica ispirata al jazz, come il graffiato, legamento, la caduta e il battito della lingua, l'uso di sordine, la multifonia e anche recentemente con alcuni musicisti, effetti di distorsione.

### Utilizzo delle sordine
Il trombone, come la maggior parte degli altri strumenti a fiato, usa di tanto in tanto la sordina nella musica per ottenere un determinato suono. Esistono molti tipi diversi di sordina per diverse situazioni o suoni desiderati da riprodurre.
- Sordina a pistone - Una sordina a pistone è una testa a pistone che copre tutta o parte della parte aperta della campana; questo dà il suono "wah wah". Un chiaro esempio di questo effetto sonoro è il suono che fanno gli adulti quando parlano nei cartoni animati dei Peanuts'.
- Sordina a tazza - La sordina a tazza è una sordina che si attacca all'interno della campana di ottone, e la copre completamente con la sua distinta forma a tazza. Questa sordina specifica produce un suono simile a quello di una sordina a pistone con copertura completa. Utilizzo tipico durante l'esecuzione di jazz più fluidi e lirici.
- Sordina a secchio - La sordina a secchiello è una sordina che normalmente ha la forma di un secchio che si aggancia alla campana del trombone ed è riempita con una qualche forma di materiale smorzante per ridurre l'emissione sonora complessiva dello strumento su cui è montata. Viene utilizzata principalmente nelle ballate soft nel jazz. È possibile ottenere l'effetto sordina a secchiello anche suonando su un leggio.

### Cambiamenti di suono
Esistono diverse tecniche per modificare il suono che esce dalla campana del trombone, queste possono creare effetti molto interessanti nell'esecuzione di certi riff jazz, o anche semplicemente durante un assolo improvvisato.
- Ringhio - Il ringhio è una tecnica in cui viene prodotto un tipo di suono gutturale della gola mentre si suona un'intonazione, creando un suono diviso con l'intonazione. Esempi principali di ciò si trovano nelle parti di trombone jazz Dixieland/New Orleans e nella Ellington Band degli specialisti del growl Tricky Sam Nanton e Quentin Jackson.
- Glissando - Un glissando è un movimento non articolato da una nota all'altra. Il trombone è uno dei pochi strumenti in grado di realizzare un vero glissando, ovvero un movimento indisturbato da un'altezza a quella successiva, al massimo all'interno di un movimento di tritono, semplicemente spostandosi da una posizione di scivolo esterno a una posizione di scivolo interno senza modifiche. Questo è un altro esempio di quelli più comuni nel Dixieland.
- Scoops and Falls[11] - Scoops and Falls sono una forma di tecnica in cui ci si avvicina o ci si allontana dall'altezza prevista, solitamente contrassegnata da una linea curva nello spartito che va dalla testa della nota, a seconda di quale sia. Uno scoop viene eseguito spostandosi molto rapidamente da una posizione di scivolata esterna a una posizione di scivolata interna vicina: es. dalla posizione 2 alla posizione 1, mentre una caduta è il movimento esattamente opposto: dalla posizione interna alla posizione esterna, es. dalla posizione 1 alla posizione 2. Molto comune nel Dixieland e nel jazz dell'era swing.
- Multifonia - La multifonia è una tecnica che è molto più comune nel jazz più recente, in quanto crea un suono nettamente distinto. L'esponente più famoso di questa tecnica è il trombonista tedesco Albert Mangelsdorff. La multifonia viene eseguita sul trombone suonando un'altezza e quindi canticchiando un intervallo sopra l'altezza suonata. Ciò fa sì che entrambe le tonalità escano dalla campana contemporaneamente, suonando quindi più tonalità. Le due altezze interferiscono nello strumento, creando un terzo tono, la differenza di tono.[12]